# Сатиновое дерево
Сати́новое де́рево, или Атла́сное дерево (лат. Chloroxȳlon swietēnia) — дерево, вид рода Chloroxylon семейства Рутовые (Rutaceae).

## Ботаническое описание
Дерево от малого до умеренного размера. Наилучшего развития достигает на Шри-Ланке. Высота ствола около 3 м, средний диаметр 0,3 м или несколько больше.
Заболонь и ядро различаются слабо. Древесина бледно-жёлтая или золотисто-жёлтая, внутренние участки несколько темнее наружных. Для древесины характерны атласный блеск (отсюда и название) и полосатый рисунок, иногда прерывающийся или крапчатый. Камедные кольца могут давать тонкие тёмные жилки на продольных разрезах. Древесина слегка путанно-свилеватая, с мелкой и однородной текстурой и плотностью в сухом состоянии около 900 кг/м3.

## Распространение
Растёт в сухих листопадных лесах юга Индии и острова Шри-Ланка.

## Практическое использование
Древесина чрезвычайно плотная, твёрдая и тяжёлая, душистая, жёлтая, с красивым блеском, устойчивая против поражения грибками и насекомыми, намного превосходит тик по показателям механических свойств. Вследствие высокой твёрдости эту древесину сложно обрабатывать механическими инструментами или на станке. Она сильно затупляет режущие кромки. Однако древесина хорошо поддаётся токарной обработке, позволяет получать превосходную долговечную полировку.
Используется в технике для изготовления некоторых деталей, а также для производства резной и инкрустированной мебели, паркета, панелей, декоративного облицовочного шпона и т. п.
Также под этим же названием встречается в торговле одно ост-индское дерево Swietema Chloroxylon, род красного дерева, с которым сходно и по рисунку.